# Трушков, Илья Фёдорович
Илья́ Фёдорович Трушко́в (25 июля 1925, с. Новотроицкое, Башкирская АССР, СССР — 4 января 1993 года, Обнинск, Калужская область, Российская Федерация; похоронен на Кончаловском кладбище) — советский военный, полковник. Участник Великой Отечественной войны. Герой Советского Союза (1945).

## Биография
Родился в Башкирии в русской крестьянской семье. Окончил 7 классов. Работал слесарем на Стерлитамакском спирткомбинате. В 1943 году был призван в Красную Армию. В 1944 году окончил Уральское военное пехотное училище в городе Златоусте Челябинской области. Член ВКП(б) с 1944 года. С июня 1944 года в действующей армии. Воевал на 3-м Украинском и 1-м Белорусском фронтах. В 1945 году был старшим лейтенантом, командиром пулемётного взвода 19-й механизированной бригады 1-го механизированного корпуса 2-й гвардейской танковой армии 1-го Белорусского фронта.
22 апреля 1945 года со своим взводом проник в тыл противника, захватил важную огневую позицию и удерживал её до подхода подкрепления. За 11 часов боя отразил 9 вражеских атак, уничтожил до 90 гитлеровцев, 5 пулемётов и 9 автомашин.
26 апреля 1945 года со своим взводом одним из первых в бригаде форсировал реку Шпрее. Захватив плацдарм, огнём пулемётов отразил 6 атак гитлеровцев, уничтожил свыше 40 солдат и офицеров противника. Участвовал в уличных боях в Берлине.
Звание Героя Советского Союза получил за последний бой в Берлине. Чтобы занять, согласно приказу, пятиэтажный дом на стратегически важном перекрёстке, неожиданно для немцев проник в дом со своим взводом через подземные коммуникации и быстро его занял. В течение трёх дней после этого немцы атаковали дом. Бившая прямой наводкой немецкая артиллерия его практически разрушила. Через проломы в стене немцы ворвались в здание, завязалась рукопашная, и Трушков пустил в дело нож. После тяжёлого ранения в правое плечо стрелял левой рукой. К моменту подхода подкрепления, отбившего дом у немцев, из 28 бойцов взвода Трушкова половина погибла, 11 были тяжело ранены.
Указом Президиума Верховного Совета СССР от 31 мая 1945 года за умелое командование батареей, образцовое выполнение боевых заданий командования и проявленные мужество и героизм в боях с немецко-фашистскими захватчиками старшему лейтенанту Трушкову Илье Фёдоровичу присвоено звание Героя Советского Союза с вручением ордена Ленина и медали «Золотая Звезда» (№ 5852).

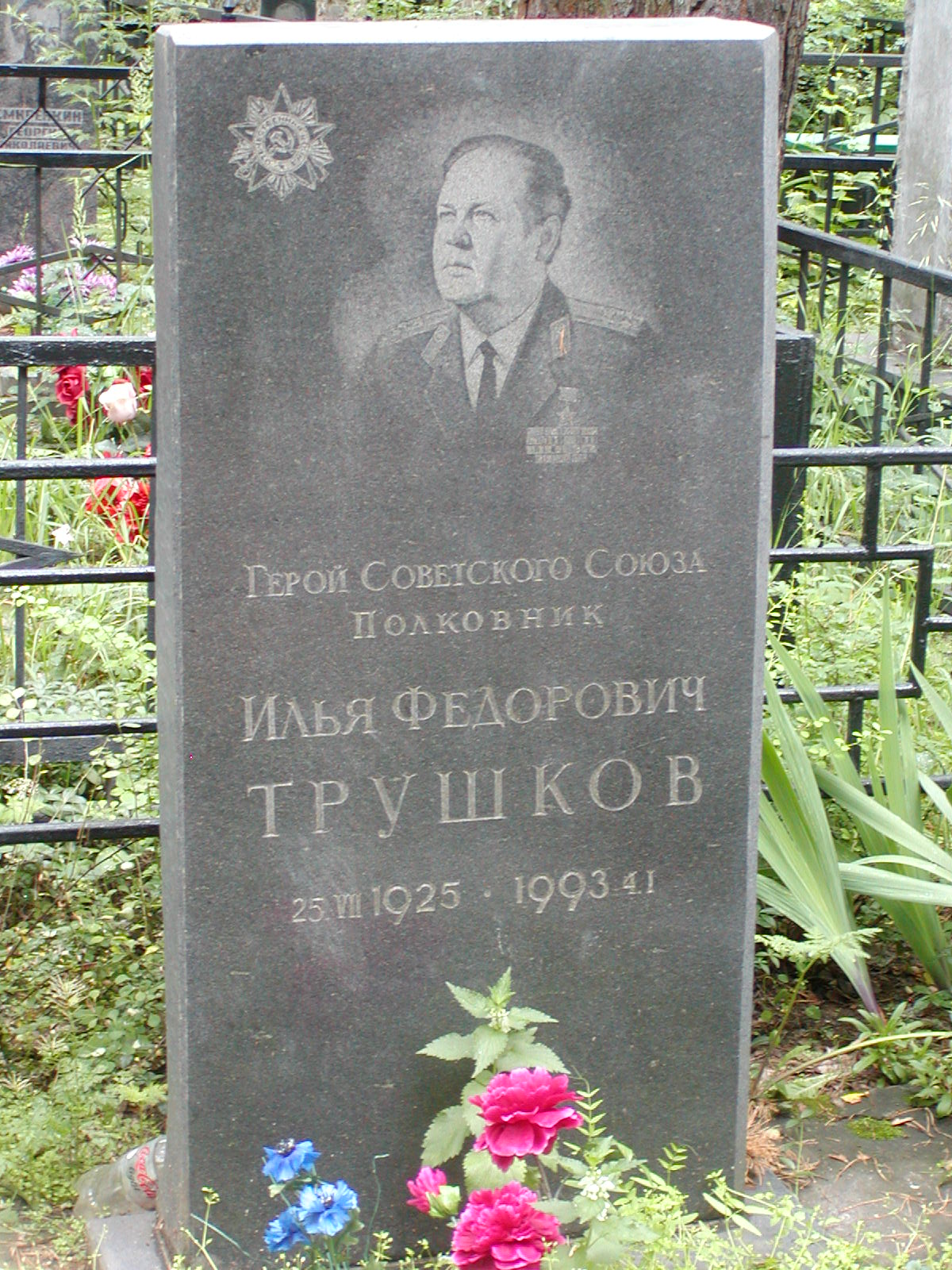
Надгробная стела И. Ф. Трушкову на Кончаловском кладбище в Обнинске

После войны продолжил службу в Вооружённых Силах СССР. В 1953 году окончил Курсы усовершенствования офицерского состава, в 1962 году — курсы «Выстрел». C 1976 года в запасе в звании полковника, затем в отставке. Жил и работал в городе Обнинске Калужской области до смерти 4 января 1993 года. Похоронен на Кончаловском кладбище.

## Семья
- Сын — Виталий Ильич Трушков (17 июля 1949 — 10 августа 2016), похоронен рядом с отцом.
- Внук — Александр Витальевич Трушков (р. 1971), депутат Обнинского городского Собрания, депутат Законодательного собрания Калужской области от партии «Справедливая Россия», один из основателей компании «Винагроснаб»[1][2].

## Награды
- Медаль «Золотая Звезда» Героя Советского Союза;
- орден Ленина;
- орден Красного Знамени;
- орден Отечественной войны 1-й степени;
- орден Красной Звезды;
- медали.

## Память
- Именем Ильи Фёдоровича Трушкова названа улица в микрорайоне «Западный» города Стерлитамака[3].
- На доме № 7 по улице Аксёнова в Обнинске, где Илья Трушков жил с 1977 года до смерти в 1993 году, установлена мемориальная доска[4].
- Мемориальная доска герою установлена на мемориальном комплексе славы в городе Златоуст Челябинской области.

Мемориальная доска в городе Златоуст Челябинской области